# 世俗國家

| 世俗國家或地區 有國教的國家 不明确或不詳 |

世俗國家（英語：Secular state）是指一些對於宗教事務持中立的國家，與之相對的是宗教國家。沒有對任何一種個別的宗教習俗持贊成或反對的態度，也是沒有類似國教的宗教。一個世俗國家也視信奉不同宗教的人為平等的個體，不會偏袒或歧視信奉個別宗教的人，保障宗教自由及言論自由。

## 定義
世俗國家理論上保障宗教自由，並實行政教分離，也指一些防止宗教組織干預和控制政府權力的國家，更有法令保護任何一種宗教，包括少數宗教免受歧視。
在某些世俗國家中，有在比例上相當多的人信奉同一種宗教（如土耳其）；而某些則有很大的宗教多元性（如印度）。有些國家在建國時已自我定位為世俗國家、但仍相當多的人信奉一種宗教（如菲律賓），也有些是經過世俗化才成為世俗國家（如法國），還有不少在法律上實行政教分離、但保持國教（如馬來西亞）。在近代歷史上，世俗化的進程是給予人民宗教自由為開始、再後而廢止國教、停止使用公共资金資助宗教團體、使法律脫離宗教的控制、開放教育系統（教会学校）、接受公民自由改宗信仰、以及是容許信奉不同宗教的人擔任政治領袖的。此外，原有的宗教假日不受到影響，而公共機構運作也不會受到宗教團體的影響和控制。
在世界上，多數的政權已經成為世俗國家、包括不少的君主國與共和國。可是仍有不少自稱世俗的政權仍然是不完全世俗化，不設國教的國家仍對部分宗教組織給予保障。以天主教為國教的國家為例，法國、西班牙、葡萄牙等國家機構曾經長時間以天主教節日為公眾假期，會停止工作、上課，而天主教會學校的教師甚至是教堂的教理問答，仍往往是由政府资助的。一些伊斯蘭教徒為主的國家如土耳其雖然是世俗國家，但在教育上仍具有伊斯蘭成分。
又例如越南共和國（南越），名義上是世俗國家，且人口多數是佛教徒，但因領導人吳廷琰篤信天主教，屢屢殺害比丘，導致釋廣德等多位法師自焚抗議，民眾大規模的反政府運動不斷，吳廷琰政權的殘忍，也失去同樣篤信天主教的美國總統肯尼迪支持，导致华盛顿向駐越(南越)大使小亨利·卡波特·洛奇發243號電報（Cable 243），決定不再支持吳廷琰，這推動了楊文明的1963年南越政變，也導致了吳廷琰之死。其中也包括緬甸联邦共和国，一個以佛教徒為主的國家，大力殘害與種族滅絕信奉回教的羅興亞人。

## 世俗國家列表

世俗性可能发生于一定程度（難以定义），但至少世俗国家普遍而言没有国教。具有宗教信仰的国家在此幅地图上显示为彩色；而其他没有國教的國家或地區則以灰色表示。

這是截至2011年，世俗國家的不完全列表：
| 基督宗教 |  | 伊斯兰教 |  | 佛教 |

### 宪法明载的世俗国家
- 阿尔巴尼亚 （憲法第7條（页面存档备份，存于））
- 安哥拉 （憲法第8條（页面存档备份，存于））
- （憲法第116項（页面存档备份，存于））
- （憲法第7條 （页面存档备份，存于））
- 白俄羅斯 （憲法第16條（页面存档备份，存于））
- （憲法第2條（页面存档备份，存于））
- 巴西 （憲法第19條（页面存档备份，存于））
- 布吉納法索 （憲法第31條）
- （憲法第1條）
- 喀麦隆 （憲法序言（页面存档备份，存于））
- 加拿大  (加拿大权利与自由宪章)
- （憲法第48條（页面存档备份，存于））
- （憲法第1條）
- 中华人民共和国 （憲法第36條 （页面存档备份，存于））
- 中華民國 （憲法第13條 （页面存档备份，存于））
- 刚果民主共和国 （憲法第1條（页面存档备份，存于））
- 刚果共和国 （憲法第1條（页面存档备份，存于））
- （憲法第41條 （页面存档备份，存于））
- 古巴 （憲法第8條）
- 賽普勒斯 （憲法第18條 （页面存档备份，存于））
- 北賽普勒斯 （憲法第1條）
- （憲法第20條（页面存档备份，存于））
- 捷克 （基本權利及基本自由憲章）
- 爱沙尼亚 （憲法第40條（页面存档备份，存于））
- 衣索比亞 （憲法第11條（页面存档备份，存于））
- 法國 （憲法第2條（页面存档备份，存于））
- 加彭 （憲法第2條）
- （憲法第1條）
- 俄羅斯 （憲法第14條）
- （憲法第9條（页面存档备份，存于））
- 几内亚 （憲法第1條）
- （憲法第1條）
- 匈牙利 （憲法第60條（页面存档备份，存于））
- 印度 （憲法序言（页面存档备份，存于））
- 日本 （憲法第20條（页面存档备份，存于））
- （憲法第1條）
- （憲法第1條）
- 拉脫維亞 （憲法第99條（页面存档备份，存于））
- 利比里亚 （憲法第14條（页面存档备份，存于））
- 马达加斯加 （憲法第1條 （页面存档备份，存于））
- （憲法序言 （页面存档备份，存于））
- 墨西哥 （憲法第130條）
- 密克羅尼西亞聯邦 （憲法第4項第2條（页面存档备份，存于））
- 菲律賓 （憲法第2條）
- 美国（宪法第一修正案）

### 其他的世俗国家
- 智利
- 以色列
- 蒙古国
- 尼泊尔
- 新西兰
- 波蘭
- 葡萄牙
- 羅馬尼亞
- 斯洛伐克
- 西班牙
- 斯洛維尼亞
- 南非
- 立陶宛
- 盧森堡
- 新加坡
- 瑞典
- 瑞士
- 东帝汶
- 土耳其
- 乌拉圭
- 越南
- 南蘇丹
- 保加利亚
- 塞爾維亞
- 塞内加尔
- 庫克群島
- 巴勒斯坦國
- 蒙特內哥羅
- 比利时
- 奥地利
- 乌克兰
- 印度尼西亞

## 前世俗國家列表
- （1971-1976）
- 巴基斯坦（1947-1956）
- 伊朗（1925-1979）
- 阿富汗（1919-1996，阿富汗伊斯蘭酋長國成立前）
- 埃及（1952-1970）
- 伊拉克（1932-1968，复兴党政权成立前）
- 萨摩亚（1962-2017）
- 叙利亚（1945-2025）

## 各大洲自我描述的世俗国家列表

### 非洲
- 安哥拉[1]
- [2]
- [3][4]
- 布吉納法索[5]
- [6]
- 喀麦隆[7]
- [8]
- [9]
- [10]
- 刚果民主共和国[11]
- 刚果共和国[12]
- 衣索比亞[13]
- 加彭[14]
- 几内亚[15]
- [16]
- [17]
- 利比里亚[18]
- 马达加斯加[19]
- [20]
- 纳米比亚[21]
- 尼日尔[22]
- 奈及利亞[23]
- 卢旺达
- 塞内加尔[24]
- 南非[25]
- 南蘇丹[26]
- 坦桑尼亚
- 乌干达

### 亚洲
- [27]1
- 中华人民共和国[28]
- 賽普勒斯
- 东帝汶[29]
- 印度[30]
- 日本[31]
- [32]1
- [33]
- [34]
- [35]
- 菲律賓[36]
- 新加坡[37]
- 斯里蘭卡[38]
- 中華民國[39]2
- [40]
- 土耳其 1
- [41]
- [42]
- 越南[43]

### 欧洲
- 阿尔巴尼亚[44]
- 奥地利[45]
- 白俄羅斯[46]
- 比利时[47]
- [48]
- 保加利亚[49]
- 捷克[50]
- 爱沙尼亚[51]
- 法國[52]
- 德国
- 匈牙利[53]
- 愛爾蘭[54]
- 義大利[55]
- 科索沃[56]2
- 拉脫維亞[57]
- 荷蘭
- 北馬其頓
- 波蘭
- 葡萄牙
- 塞爾維亞[58]
- 斯洛伐克[59]
- 斯洛維尼亞[60]
- 西班牙[61]
- 瑞典[62]
- 乌克兰

1 横贯大陆国家。
2 未被普遍承认的国家。

### 美洲
- 安地卡及巴布達 [63]
- 阿根廷 [64]
- 巴哈马[65]
- [66]
- [67]
- 玻利维亚 [68]
- 巴西 [69]
- 加拿大 [70]
- 智利[71]
- 哥伦比亚[72]
- 古巴[73]
- 多米尼克 [74]
- [75]
- [76]
- 薩爾瓦多[77]
- 格瑞那達 [78]
- [79]
- [80]
- 海地[81]
- [82]
- 牙买加[83]
- 墨西哥[84]
- 尼加拉瓜[85]
- 巴拉圭 [86]
- 巴拿马[87]
- 秘魯[88]
- 圣基茨和尼维斯[89]
- 圣卢西亚[90]
- [91]
- 苏里南[92]
- 千里達及托巴哥[93]
- 美国[94]
- 乌拉圭[95]
- 委內瑞拉[96]

### 南美洲
- 巴西[97]
- 智利[98]
- 哥伦比亚[99]
- [100]
- 巴拉圭
- 秘魯[101]
- 乌拉圭[102]
- 委內瑞拉

#### 具体介绍
- 古巴[103]
- - 洪都拉斯宪法第77条规定：“它保障所有宗教和崇拜无先例地自由行使，只要它们不违反法律和公共秩序。不同宗教的部长不得担任公职或 以宗教为基础或以达到其宗教信仰目的的任何方式进行任何形式的政治宣传。”[104][105][106]
- 墨西哥
  - Article 130墨西哥宪法的声明指出：“国会不能颁布建立或禁止任何宗教的法律。”
- 美国
  - 第一修正案的第一修正案的建立条款。美国宪法规定：“国会不得制定有关宗教信仰或禁止其自由行使的法律。”[107][a]尽管在某些情况下美国政府名义上提及宗教，[b]美国最高法院裁定，这些仅仅是礼仪主义，并不构成国家的宗教信仰。

### 大洋洲
- [c]
- 斐济[110]
- 基里巴斯[111]
- 马绍尔群岛[112]
- 密克羅尼西亞聯邦[113]
- 瑙鲁[114]
- 新西兰[115]
- 帛琉[116]
- [117]
- 所罗门群岛[118]
- [119]

#### 具体介绍
- - 澳大利亚宪法第116条规定：“（澳洲）联邦不得制定任何法律来建立任何宗教，强加任何宗教信仰或禁止自由行使任何宗教，也不需要进行宗教考试，作为联邦下任何公職或公共信托的资格。[108]
- 斐济
  - 2013年斐济宪法第4条明确规定斐济是世俗国家。 它在说明“宗教信仰是个人的”和“ 教堂与国家的分离和国家的分离的同时，保证了宗教自由。”[120]
- 密克羅尼西亞聯邦
  - 密克罗尼西亚联邦宪法第IV条第2节规定：“不得通过任何有关宗教信仰建立或损害宗教自由行使的法律，除非可以向非宗教学校提供资助。 -宗教目的。”[121]
- 新西兰

### 跨大陆国家
- 亞美尼亞[122]
- [123]
- 賽普勒斯[124]
- [125]
- [126]
- 北賽普勒斯[127]
- 俄羅斯[128]
- 土耳其[129]

## 对世俗国家有模糊定义的国家
- - 孟加拉人民共和国是世俗国家还是伊斯兰国家，在宪法上存在模糊性。[130]2010年，孟加拉国最高法院裁定时任孟加拉国总统齐亚·拉赫曼1977年的宪法修正案非法，恢复了世俗主义作为孟加拉国宪法的一部分。政治领导人和专家表示，他们不确定孟加拉国是世俗国家还是伊斯兰国家。[131]
- 马来西亚
  - 马来西亚宪法第3条订明伊斯兰教为国教：“伊斯兰教为联邦之宗教；但其他宗教可在联邦任何地方和平和谐地信奉。”[132]1956年，联盟党向负责起草马来亚宪法的里德委员会提交了一份备忘录，备忘录中引述：“马来亚之宗教为伊斯兰教。遵守此项原则并不会对信奉和实践本教的非穆斯林国民造成任何限制，亦不意味着该州不是世俗国家。”[133]备忘录全文插入委员会报告第169段。这一建议后来在 1957 年马来亚联邦宪法提案（白皮书）中得到推进，并在第 57 段中具体引用：“拟议的联邦宪法已宣布伊斯兰教是联邦的宗教。这绝不会影响联邦作为世俗国家的现状...。”[134]科博尔德委员会在1962 年也做出过类似的表述：“...我们同意伊斯兰教应该成为联邦的国教。我们确信，这项提案绝不会危及联邦的宗教自由，因为联邦的宗教自由实际上将是世俗的。” [135]1987年12月，最高法院院长沙烈·阿巴斯在一项裁决中将马来西亚描述为由“世俗法律”统治的马来西亚。[136]

## 外部連結
- （英文） 世俗主義101 （页面存档备份，存于）
- （英文） 對自由世俗國家的威脅與挑戰，Ingemund Hägg著